# José Constantino Nalda García
José Constantino Nalda García (Valladolid, 1939) és un polític espanyol. Llicenciat en ciències físiques per la Universitat Complutense de Madrid, ha estat professor titular de l'àrea de Coneixement de física atòmica, molecular i atòmica en la Universitat de Valladolid. En la seva especialitat de físic nuclear, és autor de més de trenta publicacions.
Militant del PSOE des de 1974, fou escollit regidor i primer tinent d'alcalde de l'Ajuntament de Valladolid (1979-1983) i escollit senador per la província de Valladolid a les eleccions generals espanyoles de 1982 i 1986. A les eleccions autonòmiques de Castella i Lleó de 1983 fou escollit procurador de les Corts de Castella i Lleó, on fou nomenat conseller d'interior i administració territorial fins que fou escollit president de la Junta de Castella i Lleó del 1986 al 1987. A les eleccions autonòmiques de 1987 va perdre el poder en mans de PP i fou nomenat president de l'Institut Nacional de l'Administració Pública (INAP). En 2003 es va incorporar com a conseller al Consell Consultiu de Castella i Lleó.